# Zaskroniec zwyczajny

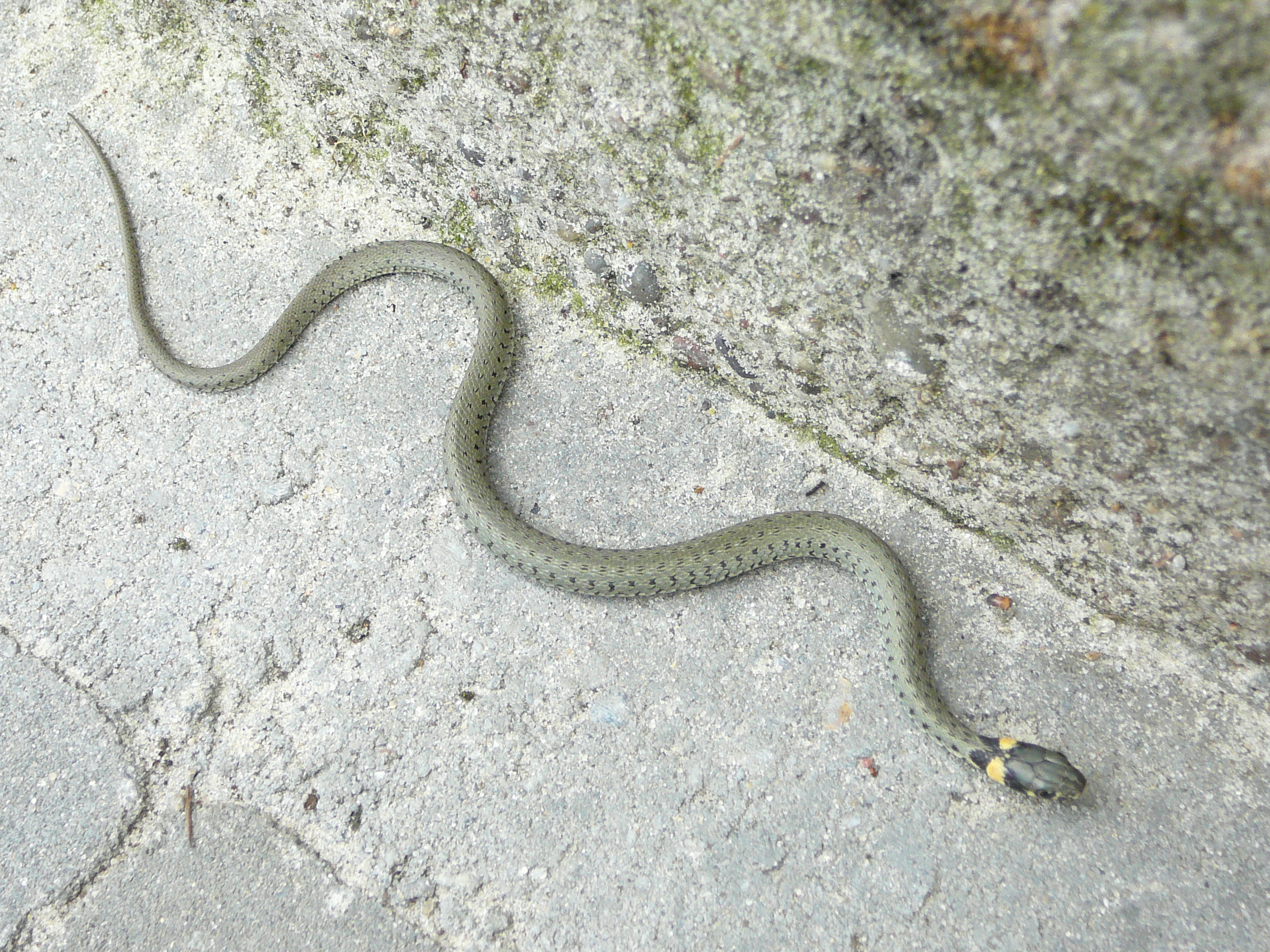
Młody zaskroniec, Mielec, Polska

Zaskroniec zwyczajny (Natrix natrix) – gatunek niejadowitego węża z rodziny połozowatych (Colubridae). Zaskrońce występują w całej Europie (oprócz Szkocji, Irlandii, północnej części Skandynawii i Krety).
Samica jest większa od samca i osiąga średnio długość do 1,5 m, a samiec do 1 m; odnotowywano osobniki dłuższe. Żywią się płazami, rybami albo małymi gryzoniami, które połykają bez uprzedniego uśmiercania. Atakują tylko poruszające się zwierzęta. W niewoli zaskrońce żyją do 15 lat.
Zaatakowany zaskroniec broni się, często udając martwego, wypuszcza przy tym nieprzyjemnie pachnącą ciecz, która dodatkowo ma zniechęcić potencjalnego drapieżnika. Może także wydawać dość głośny syk w celu odstraszenia napastnika.
Zaskroniec zawdzięcza swą polską nazwę charakterystycznym żółtawym plamom „za skroniami”. Plamy te są bardzo wyraźne – pozwalają łatwo rozpoznać ten niejadowity i niegroźny dla człowieka gatunek, otaczają je czarne obwódki. Ubarwienie ciała zmienne, zazwyczaj szarozielone lub brązowawe. Białokremowy brzuch pokrywają nieregularne czarne plamy o podobnym do kwadratów kształcie.
Samica składa jaja od czerwca do lipca w liczbie 9–40, o długości 23–30 mm. Po 2 miesiącach wykluwają się młode, o długości ciała około 15 cm. Od razu są samodzielne.

## Występowanie
Zaskroniec zwyczajny bardzo lubi przebywać na obszarach podmokłych, bagnistych, niedaleko jezior, gdyż bardzo dobrze pływa oraz nurkuje. Niektóre zaskrońce zwyczajne można zobaczyć nad morzem.
Pospolity na nizinach i w górach. Ogólny zasięg obejmuje całą Europę, północno-zachodnią część Azji i północną część Afryki; Kindler i współpracownicy (2017) przenoszą jednak zachodnioeuropejskie populacje zaskrońca zwyczajnego do odrębnego gatunku Natrix helvetica. W Polsce najpospolitszy z węży, jest objęty ochroną gatunkową częściową. Czasami zaskrońce zapuszczają się niedaleko domów i ich ogródków, chętnie zwalczając szkodniki takie jak myszy lub młode szczury. Są całkowicie niegroźne i nieagresywne dla człowieka, wręcz unikające ludzi.